# Северка (приток Чёрной)
Северка — небольшая река в Пермском крае России, протекает по западной части Гайнского района. Является левым притоком реки Чёрная. Длина реки составляет 7,5 км.

## Гидрография
Берёт начало в болотистой местности, на высоте ≈179 м над уровнем моря, примерно в 10 км северо-западнее посёлка Усть-Чёрная. От истока течёт 2,5 км на юг, затем делает петлю на восток и до устья течёт преимущественно на юго-запад. Вблизи устья через реку перекинут деревянный мост. Впадает в Чёрную, на высоте 142 м над уровнем моря, в 11 км от устья.